# Rifugio Nogal de Saldán
Il rifugio Nogal de Saldán (in spagnolo Refugio Nogal de Saldán) è un rifugio antartico temporaneo argentino nei pressi della base San Martín.
Localizzato ad una latitudine di 69° 39' sud e ad una longitudine di 68°33' ovest, venne costruito il 26 settembre 1958 da Gustavo Tapper in un tentativo di attraversamento della penisola Antartica dalla baia Margarita al mare di Weddell.
La struttura è attualmente abbandonata.